# Stay Alive
Stay Alive är en amerikansk skräckfilm från 2006.

## Handling
Filmen handlar om ett gäng ungdomar som kommer över mängd tv-spel, bland annat spelet Stay Alive, ett spel som ingen har hört talas om. När de börjar spela spelet så händer underliga saker runt omkring dem. När helt plötsligt deras vän blir mördad på precis samma sätt som hans rollfigur dog i spelet inser de att det inte är ett vanligt spel. De måste nu försöka hålla sina rollfigurer levande tills de har hittat den skrämmande bakgrunden till spelet, och fått stopp på det.

## Om filmen
Stay Alive regisserades av William Brent Bell, som även skrev filmens manus tillsammans med Matthew Peterman.
Filmen är baserad på historien om Elisabet Báthory.

## Rollista (urval)
- Jon Foster - Hutch
- Samaire Armstrong - Abigail
- Frankie Muniz - Swink
- Jimmi Simpson - Phineus
- Wendell Pierce - Thibodeaux, kriminalare
- Milo Ventimiglia - Loomis Crowley
- Sophia Bush - October
- Adam Goldberg - Miller Banks